# Торремоча-де-Харама
Торремоча-де-Харама (ісп. Torremocha de Jarama) — муніципалітет в Іспанії, у складі автономної спільноти Мадрид. Населення — 795 осіб (2010).
Муніципалітет розташований на відстані близько 49 км на північ від Мадрида.
На території муніципалітету розташовані такі населені пункти: (дані про населення за 2010 рік)
- Ла-Фабріка: 0 осіб
- Торремоча-де-Харама: 497 осіб
- Каса-де-Офісіос: 8 осіб
- Ла-Серрада: 17 осіб
- Ель-Ретіро-де-Торремоча: 240 осіб
- Лос-Томільярес: 33 особи
- Ель-Сото: 0 осіб

## Демографія
Динаміка населення (INE ):

## Галерея зображень

Розташування муніципалітету у автономній спільноті Мадрид